# Надь, Тимеа
Тиме́а Надь (в девичестве — Варга, венг. Nagy Tímea; 22 августа 1970, Будапешт) — венгерская фехтовальщица. Чемпионка Олимпийских игр 2000 и Летних Олимпийских игр 2004 года в индивидуальных соревнованиях по фехтованию на шпагах. Шестикратная чемпионка мира, в том числе пять раз в команде.

## Спортивная карьера

### Индивидуальная шпага
Дебют на Олимпийских играх для Тимеа Надь состоялся в 1996 году на играх в Атланте. 26-летняя дебютантка в индивидуальных соревнованиях дошла до четвертьфинала, но там уступила будущей серебряной медалистке игр француженке Валери Берлуа.
В 2000 году на играх в Сиднее Надь не являлась фавориткой и была посеяна лишь под 14-м номером. На первых стадиях жребий был благосклонен к венгерке. Её соперницы не являлись достаточно сильными фехтовальщицами, и Тимеа достаточно уверенно их проходила. Первым серьёзным испытанием для венгерки стал полуфинальный поединок против чемпионки предыдущей Олимпиады француженки Лоры Флессель-Коловиц. В упорнейшем поединке Надь одержала победу 15:14. В финале со счётом 15:11 была обыграна швейцарка Джанна Хаблютцель-Бюрки.
На Олимпийские игры 2004 года Надь ехала с единственной целью: защитить чемпионское звание, добытое в Сиднее. Обыгрывая соперниц одну за другой, Тимеа дошла до финала, где вновь на её пути оказалась Флессель-Коловиц. В этот раз поединок получился менее напряжённым, а победительницей из него вышла вновь венгерская спортсменка.

### Командная шпага
В командных соревнованиях по фехтованию на шпагах в рамках Олимпийских игр Надь участвовала три раза, но особых успехов добиться не удалось. Дважды сборная Венгрии занимала 4-е место, а один раз остановилась на пятой строчке. В рамках командных соревнований Надь провела 21 поединок, в которых 7 раз одерживала победу, 6 раз заканчивала бой вничью и 8 раз уступала соперницам. Наибольшее разочарование в командных соревнованиях ждало Тимеа в поединке за бронзу против сборной России на Олимпийских играх в Атланте. После основного времени счёт был ничейным 33:33. Тогда был назначен решающий бой до первого укола. От венгерской сборной выступала Надь. Ей противостояла Юлия Гараева. На 37-й секунде россиянка провела решающий укол, оставивший венгерок на 4-м месте.

## Завершение карьеры
После игр в Афинах 34-летняя венгерская спортсменка приняла решение сосредоточиться на семейной жизни и родила третьего ребёнка. Но в 2006 году Надь принимает решение вернуться в большой спорт с целью попасть на Олимпийские игры 2008 года в Пекин. В октябре 2006 года  в Турине Тимеа Надь завоевала свою единственную в карьере золотую медаль чемпионки мира в индивидуальном турнире, была признана в Венгрии спортсменкой года, но в следующем году выступала неудачно, квалификационный отбор на игры пройти не смогла и решила окончательно завершить спортивную карьеру.
В 2007 году награждена Кубком Робера Фейерика «за высокие спортивные результаты и безупречное поведение на дорожке и вне её».